# James Paster
James Emery Paster (* 30. Januar 1945 in Hamilton County, Ohio; † 20. September 1989 in Huntsville, Walker County, Texas) war ein US-amerikanischer Krimineller, der mit zwei Komplizen drei Menschen ermordete und 1989 hingerichtet wurde.

## Ereignisse
James Paster wurde bekannt, nachdem er als Mitglied eines Mördertrios verhaftet wurde. Zusammen mit Stephen McCoy und Gary LeBlanc wollten sie jeweils einen Mord vor den Augen ihrer Komplizen begehen, um sich deren Verschwiegenheit im Falle einer Festnahme sicher zu sein. Paster erschoss im Oktober 1980 in Houston den 38-jährigen Robert Howard, den geschiedenen Ehemann von Trudy Howard LeBlanc. Diese war die neue Ehefrau des Bruders von seinem Komplizen Gary LeBlanc.
Im November 1980 entführten und vergewaltigten sie die 27-jährige Diane Oliver in Harris County, ehe Stephen McCoy sie mit einem Messer tötete. Im Januar 1981 entführten und vergewaltigten sie die 18-jährige Cynthia Johnson in Conroe. LeBlanc und Paster erdrosselten die junge Frau, während McCoy sie festhielt. Anschließend schlug Paster ihr einen Nagel durch die Nase, um sich ihres Todes sicher zu sein.
Im Juni 1983 gestand Paster den Mord an Robert Howard, für den er 1000 Dollar von Trudy Howard LeBlanc erhalten hatte. Er verbüßte zu dieser Zeit bereits eine lebenslange Freiheitsstrafe in Alabama als Wiederholungstäter für Einbruch, Raub und Körperverletzung. Er hatte bereits in den 1970er Jahren eine Haftstrafe im San Quentin State Prison abgesessen. Im September 1983 wurde er des Mordes schuldig gesprochen und zum Tode verurteilt. Richter Ted Poe gab zu Protokoll, dass die Todesstrafe genau für Menschen wie Paster eingeführt worden sei. Das Urteil und die Strafe wurden vom texanischen Berufungsgericht 1985 bestätigt. Für den Mord an Howard wurden Trudy Howard LeBlanc und ihr Ehemann Edward LeBlanc als Auftraggeber und wegen Beihilfe jeweils zu lebenslanger Freiheitsstrafe verurteilt.
Gary LeBlanc sagte umfangreich über die Verbrechen aus und wurde deshalb nicht zum Tode, sondern zu einer Freiheitsstrafe von 35 Jahren verurteilt. Für den Mord an Cynthia Johnson wurde Paster zusätzlich erneut zu einer lebenslangen Freiheitsstrafe verurteilt. Sein Komplize Stephen McCoy wurde für dieses Verbrechen zum Tode verurteilt und im Mai 1989 hingerichtet.
James Paster starb im September 1989 in der Huntsville Unit durch die Giftspritze. Vor seiner Hinrichtung gestand er zwei weitere Morde.